# Namaksjön
Namaksjön, (persiska: دریاچه نمک, Daryacheh-ye Namak, "Saltsjön"), är en saltsjö i Iran. Den ligger i den centrala delen av landet, 140 km söder om huvudstaden Teheran. Arean för själva sjön är 1 km², medan saltområdet är cirka 1 800 km².